# Dio, sei proprio un padreterno!
Dio, sei proprio un padreterno! è un film del 1973 diretto da Michele Lupo. Il film è stato distribuito anche con il titolo Il suo nome faceva tremare... Interpol in allarme.

## Trama
Il boss mafioso italo-americano Frank Diomede, detto Dio, torna dopo 25 anni in Italia mentre a Genova, base della sua organizzazione, il rivale Luis Annunziata sta decimando i suoi uomini. Poiché anche il suo luogotenente s'è messo d'accordo con Luis, Frank si fa mettere in carcere, da cui esce con la complicità di una guardia, giusto il tempo necessario per uccidere il traditore. Annunziata reagisce facendo in modo che si scopra la verità e l'avversario resti in prigione imputato di omicidio; indi ammazza il fratello medico, cui Frank aveva dato il compito di consegnare alla polizia un esplosivo dossier. In soccorso di Diomede interviene allora per aiutarlo a compiere la sua vendetta, un guappetto napoletano, Big "Tony", che sognava da tempo di diventare suo amico ed era finito in galera con lui. Con l'aiuto di costui, Frank riesce ad evadere e raggiunge Marsiglia, dove Annunziata si reca una volta al mese per spedire eroina in America. Mentre Tony non uccide nessuno Frank fa piazza pulita del rivale e della sua banda poi parte per la Tunisia consigliando a Tony, di cui nessuno sa la parte che ha avuto nella faccenda, di cambiare vita.

## Produzione

### Riprese
Diverse scene vennero girate a Genova, Ancona e Senigallia, nonché a Marsiglia. Altre scene vennero girate alle vecchie carceri di Santa Palazia in Ancona; le riprese, a cui parteciparono molti giovani di Ancona, durarono diversi giorni. Una scena venne girata al Parco del Cardeto, dove era stata ricostruita la frontiera italo-francese; qui la troupe di Rémy Julienne si esibì in una scena con una motrice che forza il valico.

## Distribuzione
La pellicola è uscita nei cinema italiani il 23 novembre 1973, mentre in Francia il 7 marzo 1975 con il titolo L'homme aux nerfs d'acier.

## Accoglienza

### Incassi
Il film ha incassato complessivamente 353.735.000 di lire dell'epoca.